# Nationalstraße 289 (Japan)
Die Nationalstraße 289 (jap. 国道289号, Kokudō 289-gō) ist eine unvollendete Nationalstraße in Japan. Vollständig ausgebaut würde sie die Stadt Niigata in der gleichnamigen Präfektur Niigata mit Iwaki in der Präfektur Fukushima mit einer Gesamtlänge von 275,4 Kilometern verbinden.

## Geschichte
In der Meiji-Zeit wurde ein in der Präfektur Niigata liegender Abschnitt von Tamezō Nishikata, einem damaligen, aus Sanjō stammenden Politiker mit privaten Mitteln finanziert.